# Hofanlage Rittrumer Kirchweg 1
Die Hofanlage Rittrumer Kirchweg 1 in Dötlingen, am nordwestlichen Rand des alten Dorfes, stammt aus dem 19. Jahrhundert. Aktuell (2023) wird die Müller-vom-Siel-Kate als Malschule, Galerie und Veranstaltungshaus genutzt.
Die Gebäude stehen unter Denkmalschutz (siehe auch Liste der Baudenkmale in Dötlingen).

## Geschichte
Die Hofanlage Hof Volkmann aus dem frühen 19. Jahrhundert besteht aus
- dem eingeschossigen Wohn- und Wirtschaftsgebäude als Zweiständer-Hallenhaus in Fachwerk und Wandständerbauweise mit verputzten und sichtbaren Steinausfachungen sowie mit reetgedecktem Krüppelwalmdach mit Niedersachsengiebel und Uhlenloch; im Kern ist es vermutlich älter,
- dem eingeschossigen ehemaligen Altenteilerhaus, der früher sogenannten Scheune, in Fachwerk mit Lehm- und verputzten Steinausfachungen sowie mit reetgedecktem Walmdach und Schleppdachgaube; von 1896 bis 1898 war es das Wohnhaus und Atelier des Malers Georg Müller vom Siel, ab 1932 wurde es als Stall genutzt. Das Haus wurde 2013 saniert und umgebaut zur nunmehr Müller-vom-Siel-Kate der Dötlingen Stiftung, genutzt als Galerie sowie durch eine kleine Wohnung für Kunstschaffende.

Das Landesdenkmalamt befand: „… geschichtliche Bedeutung … als beispielhafte Hofanlage ….“